# Poganówko
Poganówko (deutsch Klein Bürgersdorf) ist ein Ort in der polnischen Woiwodschaft Ermland-Masuren. Er gehört zur Gmina Kętrzyn (Landgemeinde Rastenburg) im Powiat Kętrzyński (Kreis Rastenburg).

## Geographische Lage
Poganówko liegt in der nördlichen Mitte der Woiwodschaft Ermland-Masuren, neun Kilometer südlich der Stadt Kętrzyn (deutsch Rastenburg).

## Geschichte
Das Gut Klein Bürgersdorf wurde 1438 gegründet. Im Jahre 1820 zählte der kleine Ort 24 Einwohner.
Als im Jahre 1874 der Amtsbezirk Weischnuren (polnisch Wajsznory) im ostpreußischen Kreis Rastenburg entstand, wurde der Gutsbezirk Klein Bürgersdorf dort eingegliedert. Im Jahre 1885 wohnten in dem Gutsort 37 Menschen.
Am 30. September 1928 gab Klein Bürgersdorf seine Eigenständigkeit auf und schloss sich mit dem Landgemeinde Groß Bürgersdorf (polnisch Poganowo), dem Gutsbezirk Hinzenhof (Zalesie Kętrzyńskie) und dem – bisher dem Amtsbezirk Domäne Rastenburg zugehörenden – Gutsbezirk Reimsdorf (Sławkowo) zur neuen Landgemeinde Bürgersdorf zusammen.
In Folge des Krieges wurde das gesamte südliche Ostpreußen 1945 an Polen abgetreten. Klein Bürgersdorf erhielt die polnische Namensform „Poganówko“ und als Osada leśna (= „Waldsiedlung“) in die Landgemeinde Kętrzyn (Rastenburg) im Powiat Kętrzyński (Kreis Rastenburg) integriert, von 1975 bis 1998 der Woiwodschaft Olsztyn, seither der Woiwodschaft Ermland-Masuren zugehörig.

## Kirche
Bis 1945 war Klein Bürgersdorf in die evangelische Pfarrkirche Rastenburg in der Kirchenprovinz Ostpreußen der Kirche der Altpreußischen Union sowie in die römisch-katholische Kirch St. Katharinen in der Kreisstadt innerhalb des Bistums Ermland eingepfarrt.
Heute gehört Poganówko zur römisch-katholischen Pfarrei in Nakomiady (Eichmedien) im Erzbistum Ermland, außerdem zur evangelischen Johanneskirche Kętrzyn (frühere „Polnische Kirche“) in der Diözese Masuren der Evangelisch-Augsburgischen Kirche in Polen.

## Verkehr
Poganówko liegt ein wenig abseits vom Verkehrsgeschehen und ist über einen Landweg von Nakomiady (Eichmedien) direkt zu erreichen. Eine Bahnbindung besteht nicht mehr: bis 1966 war Poganówko resp. Klein Bürgersdorf eine Bahnstation an der
Bahnstrecke Rastenburg–Sensburg der Rastenburger Kleinbahnen.